# 피노키오 신드롬
《피노키오 신드롬》(영어: Pinocchio's Revenge)은 미국에서 제작된 케빈 S. 테니 감독의 1996년 심리 공포 비디오 영화이다. 루이스 밴버건 등이 출연하였고, 제프 조프레이 등이 제작에 참여하였다.

## 줄거리
홀로 8살 짜리 딸 조이를 키우는 변호사 제니퍼는 아동 살해 혐의를 받고 있는 목공예가 빈센트 고토가 무죄라고 생각한다. 제니퍼는 빈센트가 아들 무덤에 묻었던, 피노키오를 닮은 목각 꼭두각시 인형에 이를 입증할 단서가 있다고 믿고 있다. 그러나 제니퍼는 빈센트의 사형 집행을 막지 못한다.
그 이후에도 제니퍼의 사무실에 놓여있던 피노키오 인형은 어느 날 몰래 제니퍼의 차에 올라타 제니퍼의 집 안에 숨어든다. 조이는 이를 생일 선물로 착각해 갖고 놀기 시작한다. 곧 조이의 행동이 점점 이상하고 과격해진다.

## 출연
- 루이스 밴버건 - 빈센트 고토 역
- 래리 시더 - 지방 검사 역
- 재닛 매클라클런 - 앨런 판사 역
- 로절린드 앨런 - 제니퍼 개릭 역
- 브릿 스미스 - 조이 개릭 역
- 캔디스 매켄지 - 소피아 역
- 론 캐나다 - 배리 역
- 에런 러스티그 - 버트 에드워즈 박사 역
- 토드 앨런 - 데이비드 커민스키 역
- 샐 비스쿠소 - 간수 역
- 에드 버나드 - 간수 역
- 딕 빌스 - 피노키오 역 (목소리)
  - 번 트로이어 - 피노키오 대역

## 기타 제작진
- 공동 제작: 조너선 코맥 마틴
- 라인 제작: 돈 로빈슨
- 배역: 테드라 게이브리얼
- 미술: 캔디 구테러스